# Pow R. Toc H.
«Pow R. Toc H.» es una pieza instrumental con efectos vocales, del álbum The Piper at the Gates of Dawn en 1967, de Pink Floyd. Elemento principal junto con los efectos vocales, el piano es el instrumento dominante en esta pieza.
Para el personal de los aliados, "Toc H." era el nombre en clave de "TH": la Casa Talbot (Talbot House), organización cristiana y lugar de descanso en el que los oficiales y los reclutados eran "iguales", y que después se transformaría en una organización interconfesional al servicio de la comunidad cristiana en general. El emblema de la organización era una lámpara de aceite, y «Pow R. Toc H.» (suerte de anagrama de «Power Torch») parece indicar una antorcha eléctrica. 
La canción "Pow R. Toc H." pudo haber sido un consciente esfuerzo por parte de la banda para producir una secuela de "Interstellar Overdrive", otro instrumental del mismo álbum. En esta canción, se oye gritar a Roger Waters, como después en “Careful with that Axe Eugene”.
Los efectos de sonido, vocales y otros, de la canción están inspirados en Lovely Rita, canción de The Beatles recogida en su álbum Sgt. Pepper's Lonely Hearts Club Band. Los miembros de Pink Floyd pudieron ver a The Beatles grabar la canción en Abbey Road, por coincidir con ellos allí y porque el productor de Pink Floyd, Norman Smith, había sido ingeniero de sonido en todos los álbumes de The Beatles hasta Rubber Soul. Una pieza y la otra están grabadas en la misma etapa de un conjunto y el otro: la de The Beatles en febrero y marzo de 1967; la de Pink Floyd, en marzo y abril del mismo año.

## Versiones alternativas y en vivo
A Pow R. Toc H. se le había renombrado "The Pink Jungle" en la parte "Journey" del The Man and the Journey. Pink Floyd interpretó la canción en vivo desde 1967 hasta 1969.

## Personal e instrumentario
- Syd Barrett – guitarra sajona, guitarras eléctricas, simulación vocal de percusión[3]
- Roger Waters – bajo, Efectos vocales
- Richard Wright – piano, órgano Farfisa, otros efectos vocales
- Nick Mason – batería, percusión